# Woltershausen
Woltershausen er en by og tidligere kommune i det centrale Tyskland med 854(2010) indbyggere, hørende under Landkreis Hildesheim i den sydlige del af delstaten Niedersachsen. Den er en del af amtet (Samtgemeinde) Lamspringe.

## Geografi
Woltershausen ligger syd-sydvest for Bad Salzdetfurth og vest for amtets administrationsby Lamspringe. Kommunen er beliggende øst for Sackwalds og nord for Ahrensbergs i den vestlige del af floden Riehes og den sydlige del af Innerstes afvandingsområde.

### Inddeling
I kommunen ligger fire landsbyer:
- Woltershausen
- Graste
- Netze
- Hornsen